# ماركو توليو
ماركو توليو (بالبرتغالية: Marco Tulio Lopes Silva‏) (28 فبراير 1981 في إيتابيرا في البرازيل – )؛ هو لاعب كرة قدم سابق كان يلعب كلاعب وسط.

## وصلات خارجية
- ماركو توليو على موقع رابطة كرة القدم اليابانية للمحترفين (اليابانية)
- ماركو توليو على موقع قاعدة بيانات كرة القدم.إي يو (الإنجليزية)
- ماركو توليو على موقع Soccerway.com (الإنجليزية)
- ماركو توليو على موقع عالم كرة القدم.نت (الإنجليزية)